# Linia F metra w Porto
Linia F – oznaczona kolorem pomarańczowym linia metra w Porto łącząca skrajne stacje Senhora da Hora w gminie Matosinhos i Fânzeres w gminie Gondomar z centrum Porto.
Na trasie linii pomarańczowej znajdują się 24 stacje. Całkowita jej długość wynosi 16,40 km a średni czas przejazdu to 42 minuty.
Na trzech odcinkach tory wiodą pod ziemią: przez dwa tunele w śródmieściu (dawny kolejowy Túnel da Lapa oraz tunel Trindade – Campanhã) a także przez tunnel na granicy Porto i Rio Tinto.

## Historia
Pomysł skomunikowania centrum Porto z gminą Gondomar ma długą historię. Pierwszy jego wariant, południowy, zakładał stworzenie połączenia na linii Campanhã – Valbom – Gondomar. Drugi, północny, zaplanowano na trasie z Estádio do Dragão przez Rio Tinto i Baguim do Monte do Fânzeres, jednak z pominięciem samego miasta Gondomar. Już w 2003 roku wariant południowy uzyskał aprobatę portugalskiego rządu, jednak ostatecznie pięć lat później zdecydowano się na budowę wariantu północnego.
Prace rozpoczęto w marcu 2009 roku i prowadzono je do końca 2010 roku. W czasie robót prócz budowy 7-kilometrowego torowiska, wydrążono także 900-metrowy tunel pomiędzy stacjami Nau Vitória i Levada. Dzięki zastosowaniu takiego rozwiązania uniknięto skrzyżowania torów metra z biegnącą w pobliżu linią kolejową. Koszt prac oszacowano na 97,5 mln euro.
Pierwsze przejazdy próbne odbyły się 29 i 30 grudnia 2010 r., zaś zwyczajne połączenie uruchomiono 2 stycznia 2011 r. Decyzją zarządu Metro do Porto połączenie do Gondomar zostało ustanowione odrębną linią z początkiem na stacji Senhora da Hora, wbrew wcześniejszym sugestiom, iż odcinek do Fânzeres mógłby stanowić przedłużenie jednej z dotychczasowych linii.

## Stacje
| zdjęcie | nazwa              | odległość            | typ stacji                            | data otwarcia   | przesiadki                                                         |
| ------- | ------------------ | -------------------- | ------------------------------------- | --------------- | ------------------------------------------------------------------ |
|         | Senhora da Hora    | ↓ 0,00 km ↑ 16,40 km | przystanek                            | 7 grudnia 2002  | A B C E parking, parking rowerowy                                  |
|         | Sete Bicas         | ↓ 0,68 km ↑ 15,72 km | przystanek                            | 7 grudnia 2002  | A B C E                                                            |
|         | Viso               | ↓ 1,42 km ↑ 14,98 km | przystanek                            | 7 grudnia 2002  | A B C E                                                            |
|         | Ramalde            | ↓ 2,04 km ↑ 14,36 km | przystanek                            | 7 grudnia 2002  | A B C E                                                            |
|         | Francos            | ↓ 3,01 km ↑ 13,39 km | przystanek                            | 7 grudnia 2002  | A B C E                                                            |
|         | Casa da Música     | ↓ 3,88 km ↑ 12,52 km | płytka                                | 7 grudnia 2002  | A B C E( G) autobusy STCP, autobusy dalekobieżne, parking rowerowy |
|         | Carolina Michaëlis | ↓ 4,50 km ↑ 11,89 km | naziemna                              | 7 grudnia 2002  | A B C E                                                            |
|         | Lapa               | ↓ 4,97 km ↑ 11,43 km | przystanek                            | 7 grudnia 2002  | A B C E                                                            |
|         | Trindade           | ↓ 5,82 km ↑ 10,58 km | dwukondygnacyjna (naziemno-podziemna) | 7 grudnia 2002  | A B C D E autobusy STCP, parking rowerowy                          |
|         | Bolhão             | ↓ 6,27 km ↑ 10,12 km | głęboka                               | 5 czerwca 2004  | A B C E autobusy STCP                                              |
|         | 24 de Agosto       | ↓ 6,95 km ↑ 9,44 km  | głęboka                               | 5 czerwca 2004  | A B C E autobusy STCP autobusy dalekobieżne                        |
|         | Heroísmo           | ↓ 7,53 km ↑ 8,87 km  | głęboka                               | 5 czerwca 2004  | A B C E                                                            |
|         | Campanhã           | ↓ 8,48 km ↑ 7,92 km  | naziemna                              | 5 czerwca 2004  | A B C E pociągi autobusy STCP                                      |
|         | Estádio do Dragão  | ↓ 9,64 km ↑ 6,75 km  | naziemna                              | 5 czerwca 2004  | A B E Parkuj i Jedź                                                |
|         | Contumil           | ↓ 10,26 km ↑ 6,14 km | przystanek                            | 2 stycznia 2011 | pociągi                                                            |
|         | Nasoni             | ↓ 10,91 km ↑ 5,49 km | przystanek                            | 2 stycznia 2011 |                                                                    |
|         | Nau Vitória        | ↓ 11,41 km ↑ 4,99 km | naziemna                              | 2 stycznia 2011 |                                                                    |
|         | Levada             | ↓ 12,52 km ↑ 3,87 km | przystanek                            | 2 stycznia 2011 |                                                                    |
|         | Rio Tinto          | ↓ 12,98 km ↑ 3,42 km | przystanek                            | 2 stycznia 2011 |                                                                    |
|         | Campainha          | ↓ 13,84 km ↑ 2,56 km | przystanek                            | 2 stycznia 2011 | parking                                                            |
|         | Baguim             | ↓ 14,59 km ↑ 1,81 km | przystanek                            | 2 stycznia 2011 | parking                                                            |
|         | Carreira           | ↓ 15,37 km ↑ 1,02 km | przystanek                            | 2 stycznia 2011 |                                                                    |
|         | Venda Nova         | ↓ 15,96 km ↑ 0,44 km | przystanek                            | 2 stycznia 2011 | parking                                                            |
|         | Fânzeres           | ↓ 16,40 km ↑ 0,00 km | przystanek                            | 2 stycznia 2011 | parking                                                            |